# MGM Channel
Der MGM Channel war ein deutscher Pay-TV-Sender, der von der MGM Networks GmbH mit Sitz in München vom 1. April 2003 bis zum 2. Januar 2017 betrieben wurde. Gesendet wurde ein 24 Stunden laufendes Programm exklusiv über Sky Deutschland und in der Schweiz bei Teleclub. Seit dem 23. Mai 2017 ist MGM in Deutschland und Österreich zurück als On-Demand-Angebot bei Amazon Channels. 

## Geschichte und Programm
MGM startete am 1. April 2003 auf der Premiere-Plattform im Premiere Thema-Paket. Mit der Umstellung auf Sky wechselte der Kanal ins Sky Film-Paket. Gezeigt wurden Spielfilme und Filmreihen aus dem Archiv der Muttergesellschaft Metro-Goldwyn-Mayer wie Manche mögen’s heiß, Ein Fisch namens Wanda, RoboCop, James Bond 007 – Sag niemals nie, Pink Panther oder Rocky.
MGM bot sein komplettes Programm im Zweikanalton an und ließ dem Zuschauer dadurch die Wahl zwischen der deutschen Sprachfassung und der Originalversion. Einmal wöchentlich werden mehrere Westernklassiker hintereinander gezeigt.
Am 2. Januar 2017 wurde der Sendebetrieb eingestellt.
Seit dem 23. Mai 2017 ist MGM in Deutschland und Österreich zurück als On Demand-Angebot bei Amazon Channels.

## Empfang
Der Sender wurde über die Plattform von Sky Deutschland bundesweit sowohl über Satellit als auch über Kabel ausgestrahlt. Zum Empfang wurde ein Abo des Filmpakets (Sky D/AT) bzw. Entertainmentpakets (Teleclub CH) benötigt. 

## MGM Channel HD

MGM-HD-Logo ohne Löwe

Die HD-Version des MGM Channel startete am 7. Juni 2013.

## MGM Channel in anderen Ländern
MGM Channel Germany, MGM Channel Kanada, MGM Channel USA und MGM Channel UK sind die letzten Sender, die unter diesem Namen noch allein von MGM betrieben werden. In Brasilien und Australien sendet der MGM Channel als Joint-Venture von MGM mit lokalen Partnern. Alle anderen Sender, die es international gibt, wurden im Jahr 2012 von MGM an Chellomedia verkauft. Chellomedia selbst firmiert mittlerweile unter dem Namen AMC Networks International. AMC Networks kündigte am 4. August 2014 an, den MGM Channel weltweit durch AMC zu ersetzen. Deutschland ist aufgrund der anderen Besitzverhältnisse von der Umstellung nicht betroffen.